# オービソン錯視

オービソン錯視

オービソン錯視（オービソンさくし、Orbison illusion）とは錯視の一つであり、心理学者en:William Orbisonにより1939年に初めて報告された。外側の長方形と内側の正方形が、斜線の存在によって歪んで見える。背景の存在によって、一種の遠近感が生じる。このことにより、我々の脳は形状が歪んでいると解釈する。この錯視はヘリング錯視やヴント錯視と類似している。